# La Strasbourgeoise
La Strasbourgeoise est une chanson de la revanche composée après la défaite de 1870 pour le café-concert. Les paroles sont de Gaston Villemer et Lucien Delormel, et la musique de Henri Natif. Cette chanson apparaît dans le recueil « Les chansons d'Alsace-Lorraine » (paru en 1885) sous le titre La Mendiante de Strasbourg. Elle est aussi connue sous le nom de L'Enfant de Strasbourg.
Cette chanson française a été composée après la défaite de la guerre franco-prussienne de 1870, à la suite de laquelle la France perd l'Alsace-Moselle, au cours de la période du revanchisme où plusieurs chants patriotiques sont composés, dont Vous n'aurez pas l'Alsace et la Lorraine. S'il existe actuellement plusieurs versions de cette chanson, elle n'est pas forcément entrée dans le répertoire des soldats de l'époque, car elle ne figure pas dans les recueils antérieurs à la Première Guerre mondiale. La version actuelle, désormais chantée le plus souvent a cappella, est aussi très différente de l'air de la musique originale pour le caf' conc' qui était accompagnée de musique.
La chanson tombe dans l'oubli après la Grande Guerre, mais revient dans les années 1960, enseignée dans les colonies de vacances. Au début des années 2000, cette chanson est réintroduite dans le répertoire militaire. En effet, elle est enregistrée par la promotion Cadets de Saumur des élèves de la corniche du Prytanée (2000-2001), puis par les élèves officiers de la promotion Vanbremeersch de l'ESM Saint-Cyr (2004). On la retrouve dans un carnet de chant du 43e RI édité en 2002. Elle est par la suite devenue hymne de l'association étudiante Union nationale inter-universitaire (UNI) se réclamant de « la droite étudiante »,.

## Paroles
| La neige tombe au porche d'une église Pâle et glacée, une enfant de Strasbourg, Tendant la main, sur la pierre est assise Et reste encore malgré la fin du jour. Un homme passe, à la pauvrette il donne, Mais elle a vu l'uniforme allemand, Et repoussant aussitôt son aumône À l'officier elle dit fièrement : - Gardez votre or, je garde ma souffrance. Soldat, passez votre chemin Je suis une enfant de la France. Aux Allemands, je ne tends pas la main. - Mon père est mort sur vos champs de bataille. Je ne sais pas l'endroit de son cercueil, Ce que je sais, c'est que votre mitraille M'a fait porter une robe de deuil. Et qu'en prière à notre cathédrale. Ma mère, hélas ! sous les murs écroulés Tomba sanglante une nuit sur la dalle. Frappée au cœur par un de vos boulets. - Vous m'avez pris, et famille, et patrie. Votre or peut-être est rouge de leur sang. J'ai tout perdu, si j'ai gardé la vie, C'est que j'attends l'heure du châtiment. Elle viendra, toute chaîne se brise Mais s'il fallait vous mendier mon pain J'aimerais mieux au seuil de cette église Mourir un jour de misère et de faim,. |

| Petit papa, voici la mi-carême, Car te voici déguisé en soldat Petit papa dis-moi si c'est pour rire, Ou pour faire peur aux tout petits enfants ? (bis) - Non mon enfant, je pars pour la patrie, C'est un devoir où tous les papas s'en vont, Embrasse-moi petite fille chérie, Je rentrerai bien vite à la maison. (bis) - Dis-moi maman quelle est cette médaille, Et cette lettre qu'apporte le facteur ? Dis-moi maman, tu pleures et tu défailles Ils ont tué petit père adoré ? (bis) - Oui mon enfant ils ont tué ton père, Pleurons ensemble car nous les haïssons, Quelle guerre atroce qui fait pleurer les mères, Et tue les pères des petits anges blonds. (bis) - La neige tombe aux portes de la ville, Là est assise une enfant de Strasbourg. Elle reste là malgré le froid, la bise, Elle reste là malgré le froid du jour. (bis) - Un homme passe, à la fillette donne. Elle reconnaît l'uniforme allemand. Elle refuse l'aumône qu'on lui donne, À l'ennemi elle dit bien fièrement : (bis) - Gardez votre or, je garde ma puissance, Soldat prussien passez votre chemin. Moi je ne suis qu'une enfant de la France, À l'ennemi je ne tends pas la main. (bis) - Tout en priant sous cette Cathédrale, Ma mère est morte sous ce porche écroulé. Frappée à mort par l'une de vos balles, Frappée à mort par l'un de vos boulets. (bis) - Mon père est mort sur vos champs de bataille, Je n'ai pas vu l'ombre de son cercueil. Frappé à mort par l'une de vos balles, C'est la raison de ma robe de deuil. (bis) - Vous avez eu l'Alsace et la Lorraine, Vous avez eu des millions d'étrangers, Vous avez eu Germanie et Bohême, Mais mon p'tit cœur vous ne l'aurez jamais, Mais mon p'tit cœur lui restera français ! |